# Assemblée nationale (république démocratique du Congo)
Pour les autres articles nationaux ou selon les autres juridictions, voir Assemblée nationale.
Ne pas confondre avec Assemblée nationale (république du Congo), une institution d'un pays voisin : le Congo-Brazzaville.
IVe législature de la IIIe République
Palais du Peuple
L'Assemblée nationale est la chambre basse du parlement bicaméral de la république démocratique du Congo. Sa forme actuelle date de 2006 par la Constitution de 2005.

## Système électoral
La république démocratique du Congo est dotée d'un parlement bicaméral composé d'une chambre haute élue au scrutin indirect, le Sénat et d'une chambre basse élue au suffrage universel direct, l'Assemblée nationale.
Cette dernière est composée de 500 sièges dont les membres sont élus pour cinq ans selon un système mixte. 62 députés sont ainsi élus au scrutin uninominal majoritaire à un tour dans autant de circonscriptions, tandis que les 438 députés restants sont élus au scrutin proportionnel avec listes ouvertes et vote préférentiel dans 119 circonscriptions plurinominales (109 avant 2017). Depuis 2017, un seuil électoral de 1 % des suffrages exprimés au niveau national est appliqué, après quoi la répartition des sièges est faite selon la méthode du plus fort reste, qui tend à favoriser les petits partis,,
Les électeurs votant pour la liste d'un parti ont la possibilité d'utiliser un vote préférentiel pour un seul nom afin de monter la place d'un candidat dans la liste pour laquelle il se présente, la répartition des sièges obtenus par ces dernières se faisant par la suite selon la méthode dite du plus fort reste.
Les candidats qui obtiennent plus de la moitié des suffrages exprimés dans leur circonscription à leur nom sont dits « élus exceptionnels », et obtiennent d'office un siège en accord avec l'article 118 de la loi électorale congolaise, et ce, même si leur parti ou formation n'atteint pas le seuil électoral de 1 %, sans pour autant faire augmenter le total des sièges dans la circonscription,. 
Le nombre de sièges par circonscription varie en fonction du nombre d'électeurs dans chacune d'elles, par rapport au nombre total d'électeurs au niveau national. La part de circonscriptions uninominales varie donc légèrement d'un scrutin à l'autre, et par conséquent, celle des sièges élus au scrutin majoritaire. En 2018, 62 sièges étaient ainsi pourvus selon ce mode de scrutin, contre 438 à la proportionnelle.

### Candidatures
Au début de décembre 2017, le gouvernement rédige un projet de loi visant a instaurer un seuil électoral de 3 %. Face aux protestations d'une grande partie de l'opposition et de la classe politique, le seuil est ramené à 1 %. La somme à verser pour présenter une candidature est également augmentée à l'équivalent d'environ 450 euros, tout en instaurant une dégressivité de cette somme pour les listes présentant plusieurs candidats, l'objectif étant dans les deux cas de limiter la dispersion des partis politiques. L'Assemblée approuve ce changement de la loi électorale, dans la nuit du 15 décembre.

## Historique
Vital Kamerhe est le premier président élu de l'Assemblée nationale, et Christophe Lutundula son vice-président.
En 2006, à la suite des élections, son secrétaire général est Constantin Tshisuaka Kabanda et son doyen d'âge est Joseph Mbenza Thubi (75 ans).
En 2024, le budget de l'Assemblée nationale est de 280 millions de dollars (environ 258 millions d'euros).

## Répartition des sièges actuelle
La présente section présente la répartition des sièges des députés de l'Assemblée nationale depuis la réorganisation territoriale de 2015 qui entraîna la subdivision du territoire congolais en vingt-six provinces. Le nombre de députés par entité territoriale est inscrit entre parenthèses.  

### Bas-Uele(7)
- Ville de Buta (1)
- Territoires de Aketi (1), Ango (1), Bambesa (1), Bondo (1), Buta (1), Poko (1)

### Équateur(12)
- Ville de Mbandaka (2)
- Territoires de Basankusu (2), Bikoro (2), Bolomba (2), Bomongo (1), Ingende (1), Lukolela (1), Makanza (1)

### Haut-Katanga(30)
- Villes de Lubumbashi (15), Likasi (3)
- Territoires de Kambove (2), Kasenga (2), Kipushi (2), Mitwaba (1), Pweto (3), Sakania (2)

### Haut-Lomami(16)
- Ville de Kamina (1)
- Territoires de Bukama (4), Kabongo (3), Kamina (2), Kaniama (2), Malemba-Nkulu (4)

### Haut-Uele(11)
- Ville de Isiro (1)
- Territoires de Dungu (1), Faradje (2), Niangara (1), Rungu (1), Wamba (3), Watsa (2)

### Ituri(28)
- Ville de Bunia (2)
- Territoires de Aru (6), Djugu (7), Irumu (3), Mahagi (7), Mambasa (3)

### Kasaï(19)
- Ville de Tshikapa (3)
- Territoires de Dekese (1), Ilebo (3), Kamonia (7), Luebo (2), Mweka (3)

### Kasaï central(19)
- Ville de Kananga (4)
- Territoires de Demba (3), Dibaya (2), Dimbelenge (2), Kazumba (4), Luiza (4)

### Kasaï oriental(14)
- Ville de Mbujimayi (6)
- Territoires de Kabeya-Kamwanga (1), Katanda (2), Lupatapata (1), Miabi (2),  Tshilenge (2)

### Kinshasa(55)
- Kinshasa I (Lukunga) (14), Kinshasa II (Funa) (12), Kinshasa III (Mont-Amba) (11), Kinshasa IV (Tshangu) (18)

### Kongo central(24)
- Villes de Boma (2), Matadi (3)
- Territoires de Kasangulu (2), Kimvula (1), Lukula (2), Luozi (1), Madimba (2),  Mbanza-Ngungu (4), Moanda (2), Seke-Banza (1), Songololo (2), Tshela (2)

### Kwango(12)
- Ville de Kenge (1)
- Territoires de Feshi (2), Kahemba (1), Kasongo-Lunda (4), Kenge (3), Popokabaka (1)

### Kwilu(29)
- Villes de Bandundu (2),  Kikwit (3)
- Territoires de Bagata (3), Bulungu (6), Gungu (4), Idiofa (7), Masi-Manimba (5)

### Lomami(15)
- Villes de Kabinda (1), Mwene-Ditu  (2)
- Territoires de Kabinda (2), Kamiji (1), Lubao (2), Luilu (4), Ngandajika (3)

### Lualaba(13)
- Ville de Kolwezi (4)
- Territoires de Dilolo (2), Kapanga (1), Lubudi (3),  Mutshatsha (2),  Sandoa (1)

### Mai-Ndombe(12)
- Ville de Inongo (1)
- Territoires de Bolobo (1), Inongo (2), Kiri (1), Kutu (3), Kwamouth (1), Mushie  (1), Oshwe (1), Yumbi (1)

### Maniema(13)
- Ville de Kindu (2)
- Territoires de Kabambare (2), Kailo (1), Kasongo (3), Kibombo (1), Lubutu (1), Pangi (2), Punia (1)

### Mongala(12)
- Ville de Lisala (1)
- Territoires de Bongandanga (3), Bumba (5), Lisala (3)

### Nord-Kivu(48)
- Villes de Beni (2), Butembo (4), Goma (5)
- Territoires de Beni (8), Lubero (9), Masisi (8), Nyiragongo (2), Rutshuru (7), Walikale (3)

### Nord-Ubangi(8)
- Ville de Gbadolite (1)
- Territoires de Bosobolo (1), Businga (3), Mobayi-Mbongo (1), Yakoma (2)

### Sankuru(14)
- Ville de Lusambo (1)
- Territoires de Katako-Kombe (3), Kole (2), Lodja (5), Lomela (1), Lubefu (1),  Lusambo (1)

### Sud-Kivu(32)
- Ville de Bukavu (5)
- Territoires de Fizi (4),  Idjwi (2), Kabare (4), Kalehe (4),  Mwenga (3), Shabunda (2), Uvira (4), Walungu (4)

### Sud-Ubangi(16)
- Villes de Gemena (1), Zongo (1)
- Territoires de Budjala (3), Gemena (5), Kungu (4), Libenge (2)

### Tanganyika(15)
- Ville de Kalemie (2)
- Territoires de Kabalo (1), Kalemie (2), Kongolo (3), Manono (3), Moba (3), Nyunzu (1)

### Tshopo(16)
- Ville de Kisangani (5)
- Territoires de Bafwasende (1), Banalia (1), Basoko (2), Isangi (3), Opala (1), Ubundu (2), Yahuma (1)

### Tshuapa(10)
- Ville de Boende (1)
- Territoires de Befale (1),  Boende (1), Bokungu (2), Djolu (2), Ikela (2), Monkoto (1)

## Répartition des sièges (avant 2015)
La présente section présente la répartition des sièges des députés avant la réorganisation territoriale de 2015 qui entraîna un nouveau découpage des provinces de tout le pays. Le nombre de députés par entité territoriale est inscrit entre parenthèses.

### Bandundu
- Villes de Bandundu (1),  Kikwit (3)
- District du Kwango
  - Territoires de Feshi (1), Kahemba (1), Kasongo-Lunda (2), Kenge (3), Popokabaka (1)
- District du Kwilu
  - Territoires de Bagata (2), Bulungu (9), Gungu (3), Idiofa (6), Masi-Manimba (6)
- District du Mai-Ndombe
  - Territoires d'Inongo (2), Kiri (RDC) (1), Kutu (2), Oshwe (1)
- District des Plateaux
  - Territoires de Bolobo (1), Kwamouth (1), Mushie  (1), Yumbi (1)

### Bas-Congo
- Villes de Boma (2), Matadi (3)
  - Territoire de Moanda (2)
- District du Bas-fleuve
  - Territoires de Lukula (2), Seke-Banza (2), Tshela (2)
- District des Cataractes
  - Territoires de Luozi (2), Mbanza-Ngungu (4), Songololo (2)
- District de la Lukaya
  - Territoires de Kasangulu (1), Kimvula (1), Madimba (3)

### Équateur
- Villes de Gbadolite, (1) Mbandaka (2), Zongo (1)
- District de l'Équateur
  - Territoires de Basankusu (1), Bolomba (1), Bikoro (1),Bomongo (1), Ingende (1), Lukolela (1), Makanza (1)
- District du Nord-Ubangi
  - Territoires de Businga (3), Bosobolo (2), Yakoma (2)
- District du Sud-Ubangi
  - Territoires de Budjala (2), Gemena (7), Kungu (3), Libenge (1)
- District de la Mongala
  - Territoires de Bumba (5), Bongandanga (2), Lisala (3)
- District de la Tshuapa
  - Territoires de Befale (1), Boende (2), Bokungu (2), Djolu (1), Ikela (2), Monkoto (1)

### Kasaï-Occidental
- Villes de Kananga (6), Tshikapa (4)
- District du Kasaï
  - Territoires de Dekese (1), Ilebo (3), Kamonia (9), Luebo (2), Mweka (3)
- District de la Lulua
  - Territoires de Demba (3), Dimbelenge (2), Dibaya (2), Kazumba (3), Luiza (3)

### Kasaï-Oriental
- Villes de Mbuji-Mayi (11), Mwene-Ditu  (2)
- District de Kabinda
  - Territoire de Gandajika (3), Kabinda (3), Kamiji (1), Lubao (2), Luilu (3)
- District de la Sankuru
  - Territoires de Katako-Kombe (2), Kole (2), Lodja (3), Lomela (1), Lubefu (1),  Lusambo (1)
- District de Tshilenge
  - Territoires de Kabeya-Kamwanga (1), Katanda (1), Lupatapata (1), Miabi (1),  Tshilenge (2)

### Katanga
- Villes de Lubumbashi (10), Kolwezi (3), Likasi (3)
- District de Kolwezi
  - Territoires de Lubudi (2),  Mutshatsha (1)
- District du Lualaba
  - Territoires de Dilolo (2), Kapanga (1), Sandoa (2)
- District du Haut-Katanga
  - Territoires de Kambove (2), Kasenga (2), Kipushi (2), Mitwaba (1), Pweto (3), Sakania (2)
- District du Haut-Lomami
  - Territoires de Bukama (5), Kabongo (4), Kamina (3), Kaniama (1), Malemba-Nkulu (4)
- District du Tanganyika
  - Territoires de Kabalo (2), Kalemie (4), Kongolo (4), Manono (3), Moba (3), Nyunzu (1)

### Kinshasa
- Communes de Bandalungwa (2), Barumbu (1), Bumbu (2), La Gombe (Kinshasa) (1), Kalamu (3), Kasa-Vubu (1),  Kimbanseke (7), Kinshasa (commune) (1), Kintambo (1), Kisenso (2), Lemba (3), Limete (4), Lingwala (1), Makala (2), Maluku (2), Masina (5), Matete (3), Mont-Ngafula (2), Ndjili (3), Ngaba (2), Ngaliema (6), Ngiri-Ngiri (1), Nsele (1), Selembao (3)

### Maniema
- Ville de Kindu (2)
- Territoires de Kabambare (2), Kaïlo (1), Kasongo (3), Kibombo (1), Lubutu (1), Pangi (2), Punia (1)

### Nord-Kivu
- Villes de Beni (3), Butembo (4), Goma (4)
- Territoires de Beni (10), Lubero (9), Masisi (8), Rutshuru (9), Walikale (2)

### Provinceorientale
- Ville de Kisangani (5)
- District du Bas-Uele
  - Territoires d'Aketi (1), Ango (1), Bambesa (1), Bondo (2), Buta (1), Poko (1)
- District du Haut-Uele
  - Territoires de Dungu (8), Faradje (2), Niangara (1), Rungu (3), Wamba (3), Watsa (2)
- District de l'Ituri
  - Territoires d'Aru (6), Djugu (2), Irumu (5), Mahagi (7), Mambasa (2)
- District de la Tshopo
  - Territoires de Bafwasende (1), Banalia (2), Basoko (2), Isangi (3), Opala (2), Ubundu (2), Yahuma (1)

### Sud-Kivu
- Villes de Bukavu (5), Baraka (6)
- Territoires de Fizi (3),  Idjwi (1), Kabare (4), Kalehe (4),  Mwenga (3), Shabunda (3), Uvira (5), Walungu (5)

## Liste des présidents
| no | Noms                                | Fonction                                  | Années                            |
| -- | ----------------------------------- | ----------------------------------------- | --------------------------------- |
| 1  | Joseph Kasongo                      | Président de la Chambre des représentants | 1960 – 1961                       |
| 2  | Yvon Kimpiob                        | Président de l'Assemblée nationale        | mars 1962 – novembre 1962         |
| 3  | Bertin Mwamba                       | Président de l'Assemblée nationale        | novembre 1962 – 1963              |
| 4  | Joseph Midiburo                     | président de l'Assemblée nationale        | mars 1963 – septembre 1963        |
| 5  | Yvon Kimpiob                        | Président de l'Assemblée nationale        | septembre 1965 – juin 1967        |
| 6  | André Bo-Boliko Lokonga             | Président de l'Assemblée nationale        | décembre 1970 – mars 1979         |
| 7  | Joseph Ileo Songo Amba              | Président de l'Assemblée nationale        | mars 1979 – décembre 1979         |
| 8  | Alfred Nzondomyo a-Dokpelingo       | Président de l'Assemblée nationale        | avril 1980 – mars 1984            |
| 9  | Justin Kasongo Mukunzi              | Président de l'Assemblée nationale        | avril 1984 – octobre 1987         |
| 10 | Kalume Mwana Kahambwe               | Président de l'Assemblée nationale        | octobre 1987 – avril 1988         |
| 11 | Célestin Anzuluni Bembe Isolonyonyi | Président de l'Assemblée nationale        | octobre 1988 - 1992               |
| 12 | Mgr Laurent Monsengwo Pasinya       | Président du HCR/Parlement de transition  | 26 décembre 1992 – mai 1997       |
| 13 | Tshamala wa Kamwanga                | Président de l'Assemblée nationale        | Juillet 2000 – 2003               |
| 14 | Philomène Omatuku                   | Président de l'Assemblée nationale        | février 2003 – août 2003          |
| 15 | Olivier Kamitatu                    | Président de l'Assemblée nationale        | 23 août 2003 - avril 2003[Quoi ?] |
| 16 | Thomas Luhaka                       | Président de l'Assemblée nationale        | 5 janvier 2006 – septembre 2006   |
| 17 | Vital Kamerhe                       | Président de l'Assemblée nationale        | janvier 2007 – avril 2009         |
| 18 | Évariste Boshab Mabudj              | Président de l'Assemblée nationale        | avril 2009 – février 2012         |
| 19 | Aubin Minaku Ndjalandjoko           | Président de l'Assemblée nationale        | 12 avril 2012 - 24 avril 2019     |
| 20 | Jeannine Mabunda Lioko              | Présidente de l'Assemblée nationale       | 24 avril 2019 - 10 décembre 2020  |
| 21 | Christophe Mboso N'Kodia Pwanga     | Président de l'Assemblée nationale        | 10 décembre 2020 - 24 mai 2024    |
| 22 | Vital Kamerhe                       | Président de l'Assemblée nationale        | depuis le 24 mai 2024             |